# Masmuda
De Masmuda (Berbers: ⵉⵎⴰⵙⵎⵓⴷⵏ  Imasmuden) zijn een van de grootste Berber-confederatie in de Maghreb, samen met de Zenata en de Sanhaja. Hedendaagse stammen als de Jebela, Ghomara en Chleuh (deels) behoren tot deze confederatie.
De Masmuda waren van oudsher sedentair en leidden een agrarisch leven. De aristocratie van de Masmuda verbleef in Aghmet, in de Hoge Atlas van Marokko. Vanaf de 9e eeuw werd hun grondgebied binnengevallen vanuit het zuiden en oosten, door achtereenvolgens de Senhaja- en de Zenata-stammen. In de 13e eeuw volgden vernietigende invallen van de Banu Hilal.

## Geschiedenis
In het begin van de 12e eeuw verenigde Ibn Toemart de verschillende Masmuda-stammen en stichtte de Almohaden-dynastie. De dynastie zou in rap tempo heel Noord-Afrika, ten westen van Egypte, en heel Islamitisch Spanje onderwerpen. Van de 13e tot de 16e eeuw regeerde een andere Masmuda-dynastie, de Hafsiden, over Tunesië en omgeving.

## Stammen
Chleuh (deels)
- Ait Erkha
- Ait Magus (Beni Magus)
- Ghlawa
- Guedmiwa
- Haha
  - Ait Aissi
  - Ait Tamer
  - Ait Zelten
  - Ida Kazzou
  - Ida Ou Bouzia
  - Ida Ou Guelloul
  - Ida Ou Gourd
  - Ida Ou Issaren
  - Ida Ou Thgoumma
  - Ida Ou Zemzem
  - Imgard
  - Neknafa
- Hintata
  - Ait Galga'iya
  - Ait Lamazdur
  - Ait Tagurtant
  - Ait Taklawwuhtin
  - Ait Talwuhrit
  - Ait Tumsidin
  - Ait Wawazgit
  - Ait Yigaz
  - Mazala
- Henfisa
- Hezerga
- Hezmira
- Ida Ou Tanane
  - Ait Tinkirt
  - Ait Ouzzoun
  - Ifsfaten
- Ksima
- Mesfouia
- Mtouga
- Mzouda
- Ourika
- Regraga
- Saksaoua
- Sektana
- Tehlawa

Ghomara
- Ait Bouzra
- Ait Grir
- Ait Khaled
- Ait Mansour
- Ait Rezin
- Ait Selman
- Ait Smih
- Ait Zejel
- Ait Ziat